# Meierij's hoen
Meierij’s hoen is een nieuw Nederlands hoenderras. Het werd in 2021 gefokt door dierenarts Ruud Kaasenbrood uit Schijndel in samenwerking met de Eerste Schijndelse Kleindieren Vereniging (ESKV). Het Meierij’s hoen is ontstaan uit een kruising tussen de Schijndelaar, de Zweeds zwart hoen en de Ajam Tjemani.

## Hyperpigmentatie
Meierij’s hoen bezit vrijwel alle eigenschappen van de Schijndelaar. Het belangrijkste verchil is dat Meierij’s hoen van buiten en van binnen zwart is. Dit wordt veroorzaakt door een genetische erffactor die hyperpigmentatie (fibromelanose) wordt genoemd. Dit is de dominante erffactor die is overgenomen van het Zweeds zwart hoen en de Ajam Tjemani. Andere verschillen ten opzichte van de Schijndelaar zijn de staartdracht die bij Meierij's hoen hoger is en een minder lange staartvorm.

## Raskenmerken
Meierij’s hoen heeft zwarte poten. Ze hebben een klein kuifje en een zwarte drierijige kam. De ogen zijn donker. De botten, de huid en het vlees zijn blauw-zwart. De smaak en samenstelling van het vlees verschilt niet van normaal kippenvlees.

## Eigenschappen
| Eigenschap    | Haan       | Hen        |
| Gewicht       | 2 à 2,5 kg | 1,5 à 2 kg |
| Ringmaat (mm) | 18         | 16         |

| Eieren          |          |
| Aantal per jaar | ca. 100  |
| Gewicht         | ca. 50 g |
| Kleur           | Groen    |

## Erkenning
Het ras is nog niet erkend.